# Сапчук Пелагея Пилипівна
Пелагея Пилипівна Сапчук (20 лютого 1928, с. Паланка — 2013) — українська радянська колгоспниця, ланкова. Герой Соціалістичної Праці.

## Біографічні відомості
Народилася 20 лютого 1928 року в селі Паланка (нині с. Вишківці Брацлавської селищної громади Тульчинського району Вінницької області). Одержала середню спеціальну освіту.
Працювала ланковою у місцевому колгоспі ім. Кірова. У 1947 році її ланка одержала по 31,2 ц пшениці на площі 8 гектарів за що 16 лютого 1948 р. удостоєна звання Героя Соціалістичної Праці.
Померла у 2013 році.